# 光明精灵
在J·R·R·托尔金的作品当中，卡拉昆第（Calaquendi，单数为Calaquende），亦即光明精靈（Elves of Light），是指看見維林諾雙樹之光的精靈。光明精靈包括凡雅族、諾多族以及那些越过貝烈蓋爾海的帖勒瑞族。不同于他的族人，辛達族君王埃盧·庭葛也是一个光明精灵。他們亦被稱為阿门雅（Amanyar，但不包括埃盧·庭葛），意思是“那些到阿门洲的”。那些迁入阿門洲的精靈及其後裔也被称作高等精靈，或“塔热勒达”（Tareldar）。
拒絕接受維拉召喚和没有完成大遠行到達維林諾的精靈則稱為乌曼雅，意思是“那些没到阿门洲的”，他们也被称作摩瑞昆第或黑暗精靈（他们没有见到双圣树的光芒）。辛葛是唯一一个即是卡拉昆第又是乌曼雅的精灵。

## 链接
Tareldaelda
书写卡拉昆第故事的网站